# Angeline Quinto
Angeline Quinto (Manila; 26 de noviembre de 1989) es una actriz, cantante y modelo filipina, conocida también como la "Superestrella del pop y la reina de la canción". Fue ganadora del premio "Star Power: Búsqueda de la próxima superestrella femenina del pop" en 2011.

## Biografía
Angeline Quinto nació el 26 de noviembre de 1989 en el barrio de Sampaloc en Manila. Su madre biológica trató de abortar a Angeline, pero su abuela se opuso al aborto y Angeline fue criada por su abuela. Ella ha participado en varios concursos de canto en su ciudad, pero perdió la mayor parte de ellos. A pesar de sus fracasos, pasó momentos difíciles cuando su madre la abandonó, ella solo se crio con su padre y su abuela, si bien eso no ha sido un pretexto de seguir sus sueños para dedicarse a la música y continuó compitiendo en concursos de canto. Ella incluso se escapaba de su casa para unirse a las competencias. En una noche muy especial, ganó 3 competiciones diferentes. Su abuela estaba tan orgullosa cuando Angeline ganó una suma de dinero de Php7, 000 (EE. UU. $ 165) e incluso su abuela le preparó una deliciosa cena con todo el cariño y afecto que le tenía.

## Carrera
En 2002, Angeline se unió a un concurso de canto en el prestigioso evento de "IBC 13, Star for a Night". Ella se unió junto a otras estrellas conocidas como Sarah Geronimo y Mark Bautista. En 2004, Angeline fue finalista en el "Popstar MTB", cuando empató con Sherilyn Flores por el título y en la que compitió con Jonalyn Viray.
En 2010, se unió a un espectáculo de variedades ya desaparecida, "Diz it iz" y fue una de las primeras finalistas. En 2011, Angeline también se unió a otro concurso de canto organizado por la prestigiosa red televisiva ABS-CBN, en un programa llamado "Star Power: Búsqueda de la próxima superestrella femenina del pop", donde surgió como ganadora obteniendo el título de Primera superestrella pop femenina, en la que obtuvo un puntaje combinado por los jueces, en la votación y un texto de puntanje de 90,88%. Ella lanzó su segundo álbum en el mes de marzo de 2012, contando la colaboración de cantantes famosos para interpretar a dúo como Regine Velásquez y Ogie Alcasid. También participó como actriz en la película titulada "You Light Up My Life" con Coco Martin.

## Discografía

### Álbum de estudio
| Año  | Título                                                             | Pistas | Etiqueta     | Nota                         |
| ---- | ------------------------------------------------------------------ | --- | ------------ | ---------------------------- |
| 2011 | Angeline Quinto                                                    | 1. Patuloy Ang Pangarap 4:11 2. Muling Magmamahal 3. Panghabang-panahon 4. Wag Mo Akong Iwan Mag-isa 4:30 5. Sana Ngayon Lang Ang Kahapon | Star Records | Platinum (certified by PARI) |
| 2011 | Angeline Quinto: "Patuloy Ang Pangarap" (Expanded Premium Edition) | 6. Patuloy Ang Pangarap (Alternate Version) 7. Patuloy Ang Pangarap (Brian Cua Club Diva Radio Edit) 8. Patuloy Ang Pangarap (Brian Cua Extended Club Remix) 9. Kunin Mo Na Ang Lahat Sa Akin 4:31 10. You're My Home 3:54 11. Ngayon 12. Mahiwaga 13. Patuloy Ang Pangarap (Main Version) – Minus One 14. Muling Magmamahal – Minus One 15. Pang-habang Panahon – Minus One 16. Wag Mo Akong Iwan Mag-isa – Minus One 17. Sana Ngayon Lang Ang Kahapon – Minus One 18. Patuloy Ang Pangarap (alternate version) – Minus One | Star Records | Platinum (certified by PARI) |

### Televisión, Radio & Temas de películas
| Año  | Programa                  | Canción                               | Canal       |
| 2011 | ABS-CBN Summer Station ID | "Bida Best Sa Tag-Araw"               | ABS-CBN     |
| 2011 | Choose Philippines        | "Piliin Mo Ang Pilipinas"             | ABS-CBN     |
| 2011 | DZMM Silveradyo ID        | "DZMM"                                | DZMM        |
| 2011 | 100 Days to Heaven        | "Mahiwaga"                            | ABS-CBN     |
| 2011 | Minsan Lang Kita Iibigin  | "Kunin Mo Na Ang Lahat Sa Akin"       | ABS-CBN     |
| 2011 | Kris TV                   | "Sa Kris TV"                          | ABS-CBN     |
| 2011 | Reputasyon"               | "Ngayon"                              | ABS-CBN     |
| 2011 | The Fierce Wife           | "Sana Ngayon Lang Ang Kahapon"        | ABS-CBN     |
| 2011 | Maria La Del Barrio       | "Patuloy Ang Pangarap"                | ABS-CBN     |
| 2011 | Way Back Home             | "You're My Home"                      | ABS-CBN     |
| 2011 | Budoy                     | "Saan Darating Ang Umaga"             | ABS-CBN     |
| 2012 | Walang Hanggan            | "Hanggang"                            | ABS-CBN     |
| 2012 | Unofficially Yours        | "If You Asked Me To" with Erik Santos | Star Cinema |
| 2012 | Mundo Man Ay Magunaw      | "Hulog Ng Langit"                     | ABS-CBN     |
| 2012 | Kung ako'y iiwan mo       | "Kung ako'y iiwan mo"                 | ABS-CBN     |

## Conciertos
| Fecha                     | Concierto                             | Locación | Notas                          |
| 15 de julio de 2011       | Angeline Quinto: Patuloy Ang Pangarap | SM North Edsa Sky Dome                                                                                         | Her first solo major concert   |
| 25 de junio de 2011       | Mega Upclose 2011                     | Pechanga Resort & Casino, Temecula, California, EE. UU.                                                        | Concert with Ms. Sharon Cuneta |
| 3 de julio de 2011        | Mega Upclose 2011                     | Silver Legacy Resort Casino, Downtown Reno, Nevada, EE. UU.                                                    | Concert with Ms. Sharon Cuneta |
| 24 de septiembre de 2011  | Mega Upclose 2011                     | Aula Magna, Universidad de Estocolmo, Estocolmo, Suecia                                                        | Concert with Ms. Sharon Cuneta |
| 1 de octubre de 2011      | Mega Upclose 2011                     | Arcotiel Wien, Viena, Austria                                                                                  | Concert with Ms. Sharon Cuneta |
| February 19, 25, 26, 2012 | "The Dream Tour 2012 Angeline Quinto" | West High Sch Audi. Anchorage, Alaska Grand Sierra Resort and Casino Reno Nevada, Centenial Hall Janeau Alaska | Special guest Sam Milby        |
| 16 de marzo de 2012       | Back with Brian McKnight Concert      | Smart Araneta Coliseum                                                                                         | Special Guest                  |

## Participación en televisión
| Año  | Título           | Personaje       | Canal   | Notas                                                                                              |
| 2011 | Star Power       | Champion        | ABS-CBN | |
| 2011 | ASAP Rocks       | Host/ Performer | ABS-CBN | |
| 2011 | I Dare You       | Challenger      | ABS-CBN | Episode: Sacrifice for the Elderly (22 de julio de 2011) together with Vice Ganda and Jason Abalos |
| 2005 | MTB Teen Popstar | Champion        | ABS-CBN | |
| 2003 | Star For A Night | Grand Finalist  | IBC 13  | |

## Películas
| Año  | Título                                           | Producción  |
| 2012 | "You Light Up My Life" together with Coco Martin | Star Cinema |

## Premios y nominaciones
| Año  | Premio                                                                                         |
| ---- | ---------------------------------------------------------------------------------------------- |
| 2011 | 1st Star Power Female Pop Superstar Grand Champion                                             |
| 2011 | 3rd PMPC Star Awards for Music "New Female Recording Artist of the Year"                       |
| 2011 | 3rd PMPC Star Awards for Music "Song of the Year ( Patuloy Ang Pangarap )"                     |
| 2011 | 33rd Catholic Mass Media Awards " Best Secular Song ( Patuloy Ang Pangarap )                   |
| 2011 | 24th ALIW Awards "Best New Artist"                                                             |
| 2011 | ASAP Pop Viewers Choice Awards 2011 "Pop Teleserye Theme Song (Kunin Mo Na Ang Lahat Sa Akin)" |
| 2011 | ASAP Platinum Circle Awards 2011 "Angeline Quinto – Patuloy Ang Pangarap (Star Records)"       |
| 2012 | 43rd Box Office Entertainment Awards "Female Recording Artist of the Year'                     |